# ميجر ديفيس
ميجر ديفيس (27 مارس 1882 - 27 أبريل 1959) (بالإنجليزية: Major Davis)‏ هو لاعب كريكت بريطاني وبريطاني (وحمل سابقاً جنسية المملكة المتحدة لبريطانيا العظمى وأيرلندا).

## وصلات خارجية
- ميجر ديفيس على موقع إي آس بي آن كريك إنفو (الإنجليزية)